# Chotis

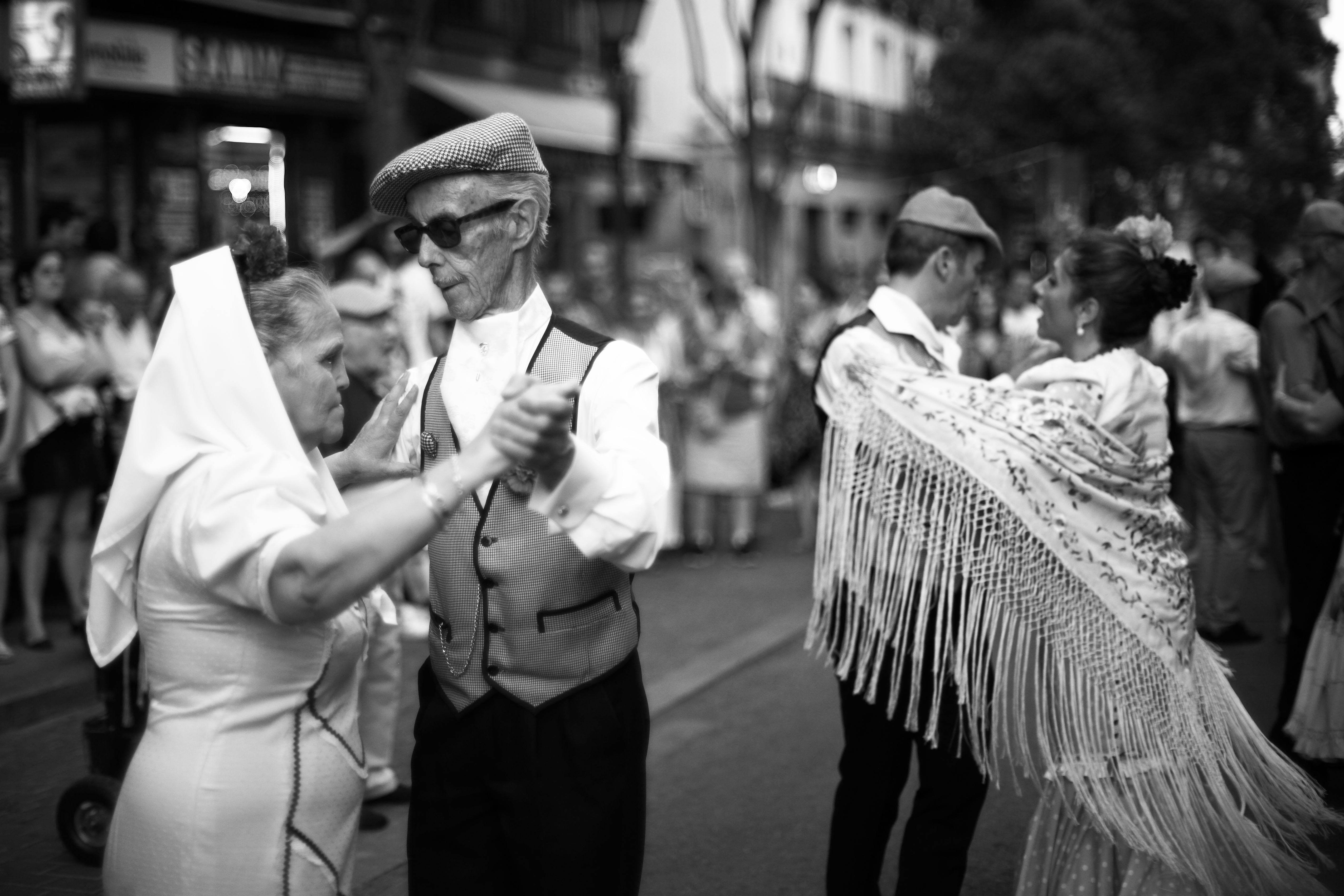
Chotis Madrileño

El chotis es una música y baile con origen en Bohemia. Su nombre deriva del término alemán Schottisch («escocés»), una danza social centroeuropea a la que en Viena se quiso atribuir origen en un baile escocés. Diversas variantes del schottisch perviven en la tradición argentina (schotis). Se puso de moda en casi toda Europa durante el siglo xix y se extendió a América.
El chotis es un baile agarrado y lento que suele ejecutarse dando tres pasos a la izquierda, tres a la derecha y vueltas. En el momento en el que cambia la música, la pareja debe cambiar la dirección circular del movimiento. La clave de todo el proceso está en los pies.

## Chotis argentino, paraguayo y uruguayo
En Argentina, Paraguay y Uruguay, el schotis o chotis fue introducido por los inmigrantes alemanes del Volga y polacos asentados a partir de la segunda mitad del siglo xix, en la región litoraleña de los ríos Paraná, Paraguay y Uruguay que integran la Cuenca del Río de la Plata. Constituye uno de los estilos destacados de lo que en la Argentina se llama música litoraleña. El chotis acompañó el ingreso a la región de uno de sus instrumentos más característicos, el acordeón diatónico, de una y dos hileras, que se sumó a la guitarra para formar la orquesta típica campesina o «campiriña». Una vez instalado, el chotis se fusionó con la música folklórica de la región, fuertemente influenciada por la cultura indígena guaraní, adoptando las características que lo distinguen. Luego de fusionarse con la música de origen indígena guaraní, dio origen al chamamé moderno.

## Chotis brasileño
El xote es la versión brasileña del baile y se considera que llegó al país por inmigrantes de Alemania en el siglo xix; aunque se conoce en Portugal como "chotiça" es probable que el baile llegara separadamente a los dos países como repertorio que acompañaba la introducción del acordeón. En aquellos años los varios estilos del baile fueron populares entre las clases altas de la sociedad brasileña, especialmente durante del reinado de Pedro II.

## Chotis mexicano
Escrito shotis, fue introducido en México hacia 1850, en los salones de baile frecuentados por las clases bajas. Un estilo más rústico se popularizó en las fiestas caseras y en los bailes públicos. Se conserva en el norte de México, en particular en los estados de Chihuahua, Nuevo León, Tamaulipas, Durango, Sinaloa, Zacatecas, con estilos propios de cada lugar.

## Chotis madrileño

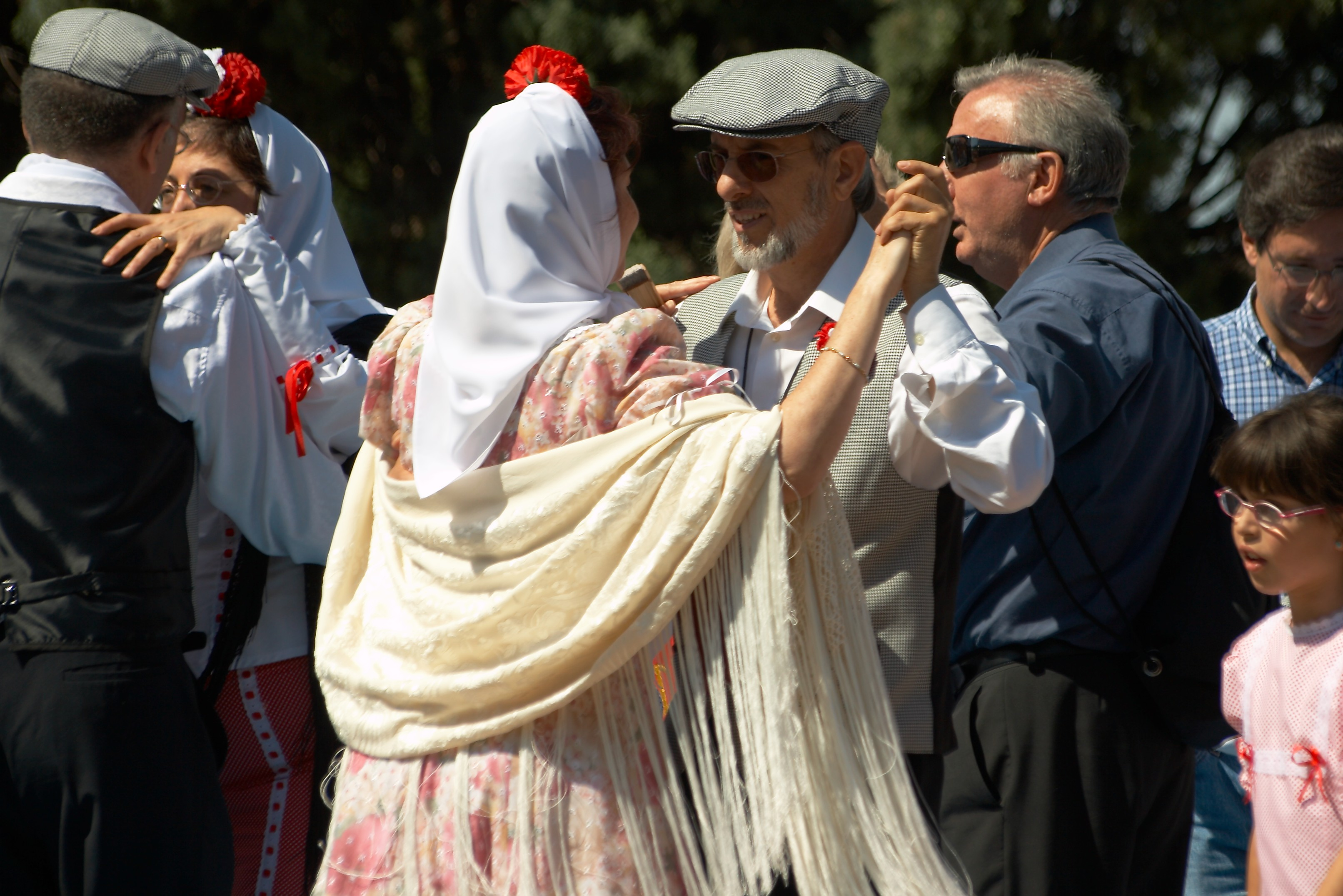
Chulapos bailando el chotis en las fiestas de San Isidro de Madrid.

El chotis llegó a Madrid en 1850 y ha quedado noticia de que se bailó por primera vez en el Palacio Real, la noche del 3 de noviembre de 1850, bajo el nombre de 'polca alemana'. Se hizo luego popular y baile castizo por antonomasia del pueblo de Madrid.
Se baila en pareja al son de un organillo, y durante el baile la mujer gira alrededor del hombre, que a su vez va girando sobre su propio eje, de ahí que se haya hecho popular el dicho de que «no se necesita más que un ladrillo» para bailarlo. Es típico verlo bailar en las verbenas de Madrid, las mujeres ataviadas con un mantón de Manila y pañolón cubriendo media cabeza, y los hombres, mirando siempre al frente y vestidos con chaleco, pantalón de rayas y una parpusa o gorrita de visera.